# Haplusia heteroptera
Haplusia heteroptera is een muggensoort uit de familie van de galmuggen (Cecidomyiidae). De wetenschappelijke naam van de soort is voor het eerst geldig gepubliceerd in 1980 door Mamaev & Spungis.